# St. Martin (Hohenmirsberg)

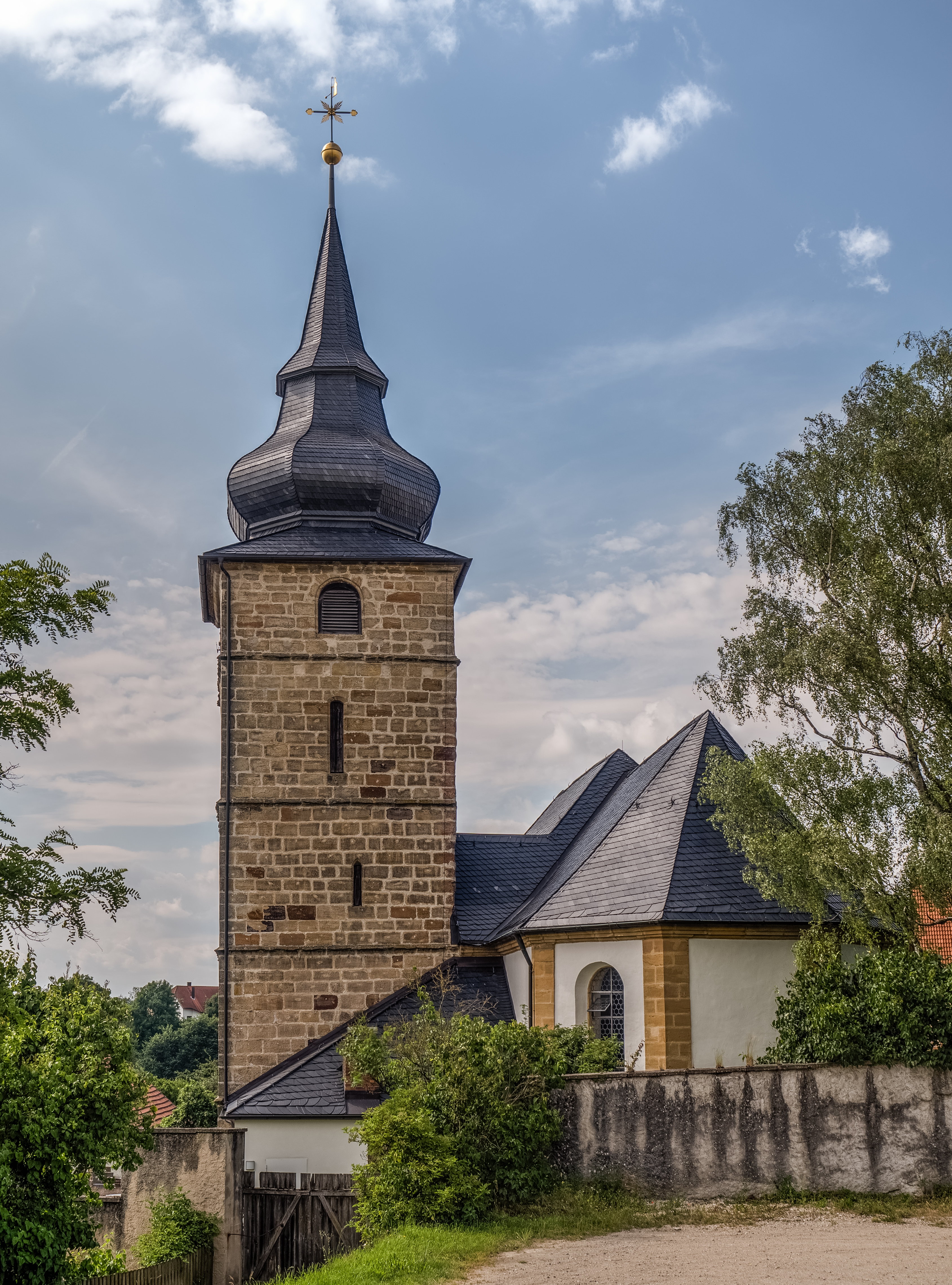
St. Martin in Hohenmirsberg

Die römisch-katholische, denkmalgeschützte Pfarrkirche St. Martin steht in Hohenmirsberg, einem Gemeindeteil der Stadt Pottenstein im Landkreis Bayreuth (Oberfranken, Bayern). Das Bauwerk ist unter der Denkmalnummer D-4-72-179-71 als Baudenkmal in der Bayerischen Denkmalliste eingetragen. Die Pfarrei gehört zum Seelsorgebereich Auerbach-Pegnitz im Dekanat Bayreuth des Erzbistums Bamberg.

## Beschreibung

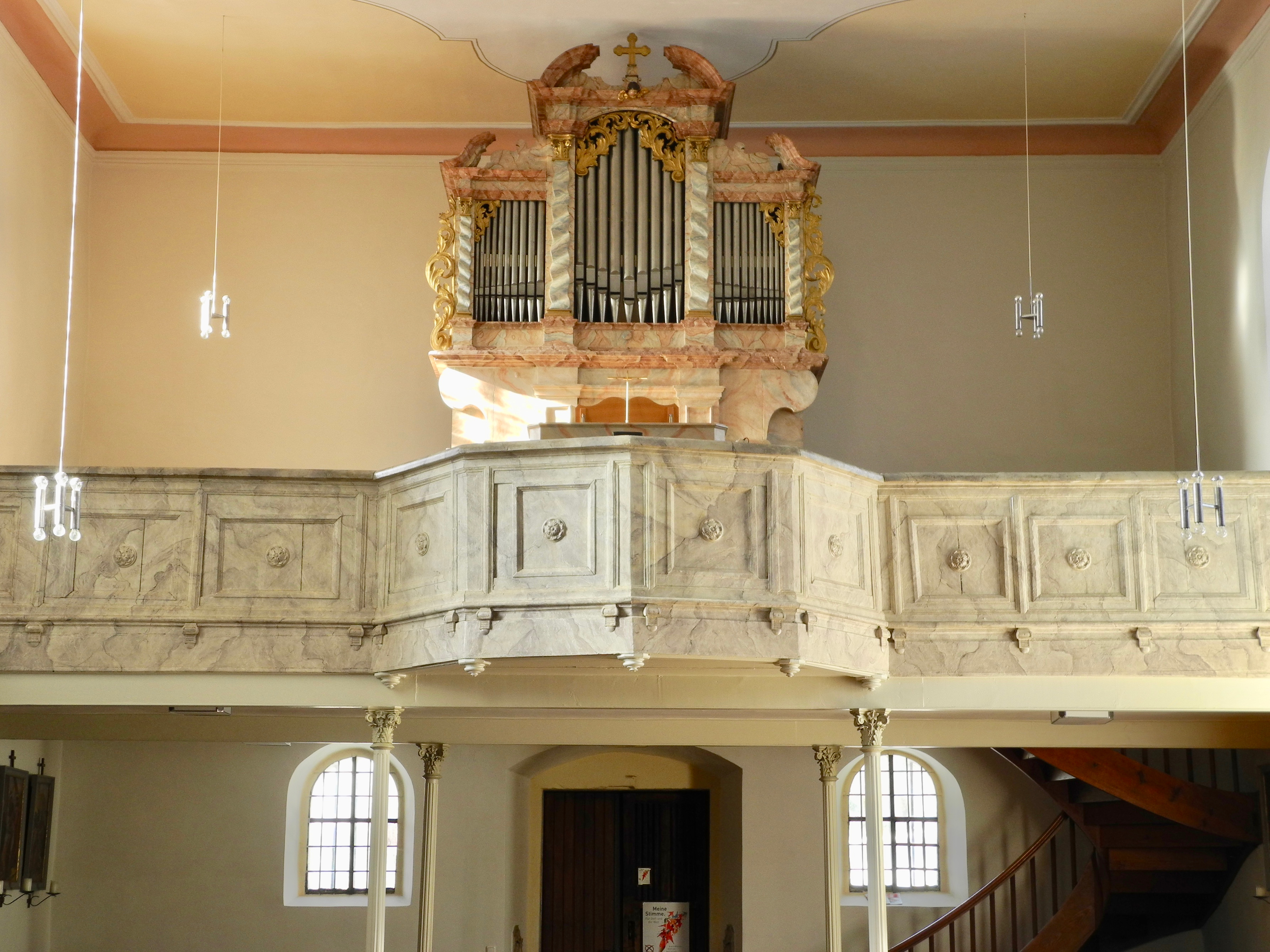
Steinmeyer-Orgel

Die barocke Saalkirche mit einem dreiseitig abgeschlossenen Chor im Südosten des Langhauses und einem Kirchturm, der im Südwesten des Langhauses steht, wurde 1720 bis 1722 gebaut. Die vier unteren Geschosse des Kirchturms sind spätgotisch. 
Auf dem Hochaltar, der von Kunigunde und Heinrich flankiert wird, ist der heilige Martin in unüblicher Weise dargestellt. Auf dem linken Seitenaltar ist ein spätgotisches Marienbildnis zu sehen. Der rechte Seitenaltar zeigt in der Mitte den heiligen Josef mit Christuskind, daneben den Johannes Nepomuk und Franz Xaver. Die Kanzel mit den vier Evangelisten wird vom Erzengel Michael bekrönt. An der südlichen Wand des Langhauses sind eine um 1520 entstandene Statue der heiligen Anna und eine Statue der Maria, die Johann Michael Doser um 1720 geschaffen hat, befestigt. Die Orgel mit zehn Registern, einem Manual und einem Pedal wurde 1885 von G. F. Steinmeyer & Co. gebaut.